# Nikola Nikezić
Nikola Nikezić, črnogorski nogometaš, * 13. junij 1981, Titograd, Jugoslavija.
Nikezić je kariero začel v črnogorski ligi pri klubih Budućnost Podgorica, FK Bokelj in Sutjeska Nikšić. Leta 2005 je prvič zaigral v slovenski ligi za Domžale, leta 2006 pa je prestopil v Gorico. Med letoma 2007 in 2009 je igral za francoski Le Havre, leta 2010 za ruski Kuban Krasnodar, od leta 2012 pa ponovno v slovenski ligi za Olimpijo. Skupno je v prvi slovenski ligi odigral 90 prvenstvenih tekem in dosegel 50 golov, v sezoni prve slovenske lige 2006/07 je bil najboljši strelec z 22-imi goli.
Za črnogorsko reprezentanco je leta 2007 odigral eno tekmo, nastopil je tudi na Poletnih olimpijskih igrah 2004.